# Gennadi Wiktorowitsch Komnatow
Gennadi Wiktorowitsch Komnatow (russisch Геннадий Викторович Комнатов; * 18. September 1949 in Schelannoje, Omsk; † 30. März 1979 ebenda) war ein sowjetischer Radrennfahrer und Olympiasieger im Radsport.

## Sportliche Laufbahn
Komnatows größter sportlicher Erfolg war der Olympiasieg im Mannschaftszeitfahren bei den Olympischen Sommerspielen 1972 in München mit Waleri Jardy, Waleri Lichatschow und Boris Schuchow. In derselben Saison hatte er auch die sowjetische Meisterschaft in dieser Disziplin gewonnen. 1973 gewann er den nationalen Titel erneut.
Bei den UCI-Straßen-Weltmeisterschaften wurde er dreimal in Folge Vize-Weltmeister, 1973, 1974 und 1975. Er war als einziger Fahrer der sowjetischen Mannschaft an allen drei Medaillengewinnen beteiligt. Bei Straßenrennen konnte er 1976 in Dänemark die Jylland-Rundfahrt und eine Etappe der Marokko-Rundfahrt gewinnen. Komnatow starb 1979 bei einem Verkehrsunfall.